# کوپارو
کوپارو (به ایتالیایی: Copparo) یک کومونه در ایتالیا است که در استان فرارا واقع شده‌است.

## خصوصیات
کوپارو ۱۵۷ کیلومترمربع مساحت و ۱۷٬۴۵۲ نفر جمعیت دارد و ۷ متر بالاتر از سطح دریا واقع شده‌است.